# Kantele
Un kantele (en finès: [ˈkɑntele]) és un instrument de corda pinçada (cordòfon) tradicional de Finlàndia i de Carèlia pertanyent la família de cítares del sud-est bàltic coneguts també com a salteris bàltics juntament amb el kannel d'Estònia, el kokles de Letònia, el kanklés de Lituània i el gusil de Rússia.

## Construcció

### Kantele petit

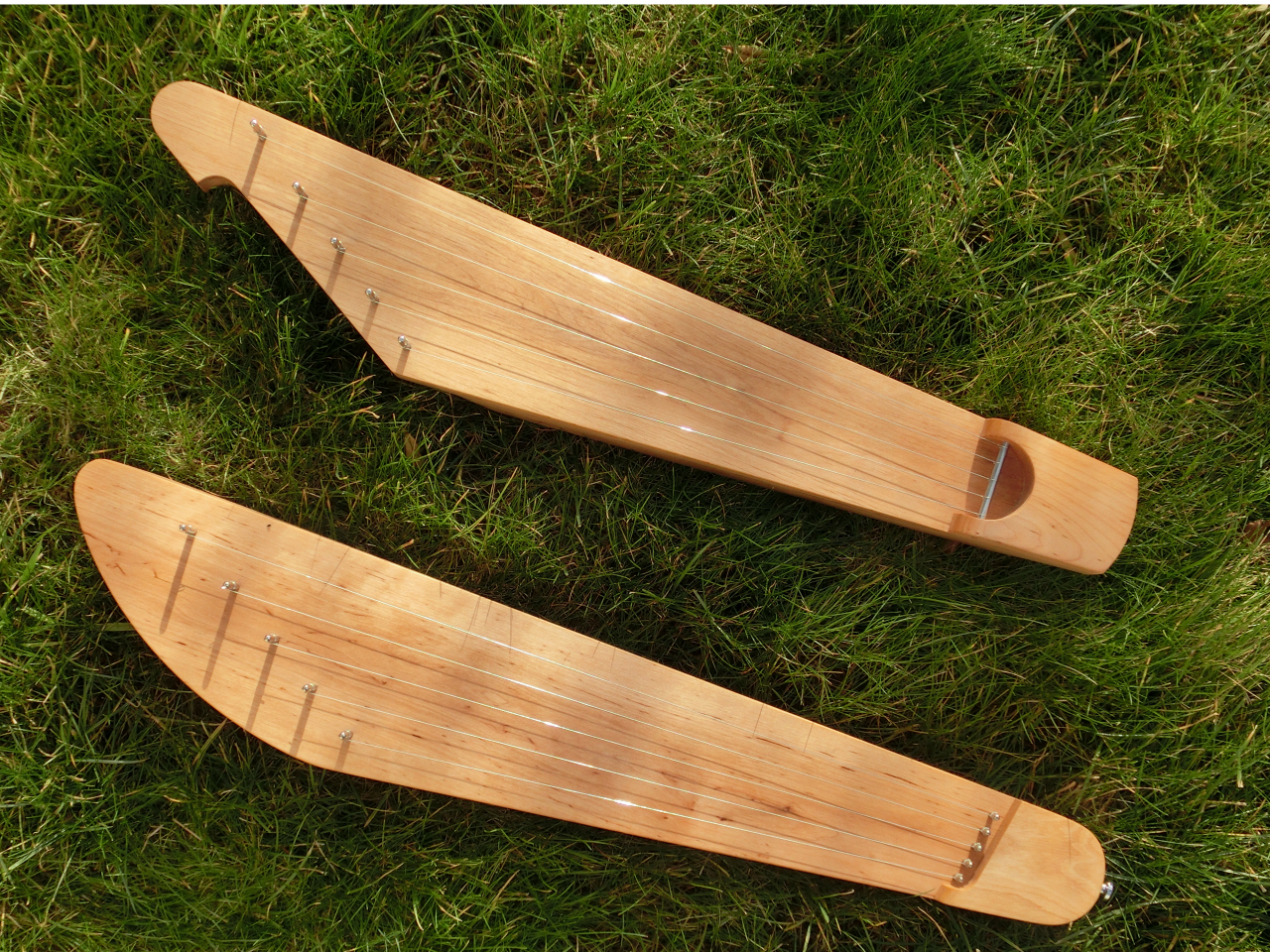
Dos kanteles de cinc cordes per Melodia Soitin (2014). La forma del superior és més tradicional, mentre que la del de baix està lleugerament modernitzada.

Els instruments moderns amb 15 cordes o menys generalment són més propers a les formes tradicionals i a la categoria d'instrument coneguda com a kantele petit, en contrast amb el kantele modern de concert.
Les formes més antigues de kantele tenen 5 o 6 cordes de crin de cavall i un cos de fusta tallat d'una sola peça; els instruments més moderns tenen cordes metàl·liques i normalment el cos es fa a partir de diverses peces. Els kanteles tradicionals no tenen ni pont ni nou, les cordes corren directament des de les clavilles d'afinació a una barra metàl·lica (varras) posada dins les estructures de fusta (ponsi). Tot i que no és acústicament eficient, aquesta construcció és part del so característic del kantele.
L'afinació més típica i tradicional d'un instrument de cinc cordes és l'afinació justa, normalment en Re Major o re menor. Especialment quan el kantele s'utilitza com un instrument solista o com a part d'un conjunt de música folk. La tríada major normalment la conformen les notes Re-Fa#-La. En les variants modernes, hi ha sovint una palanca de semitò. El més habitual és que sigui entre les notes Fa# i Fa, que permet fer gairebé tots els tipus de música tradicional. Els instruments més grans també tenen d'altres palanques de semitò que permeten fer altres tipus de música tradicional.

### Kantele de concert

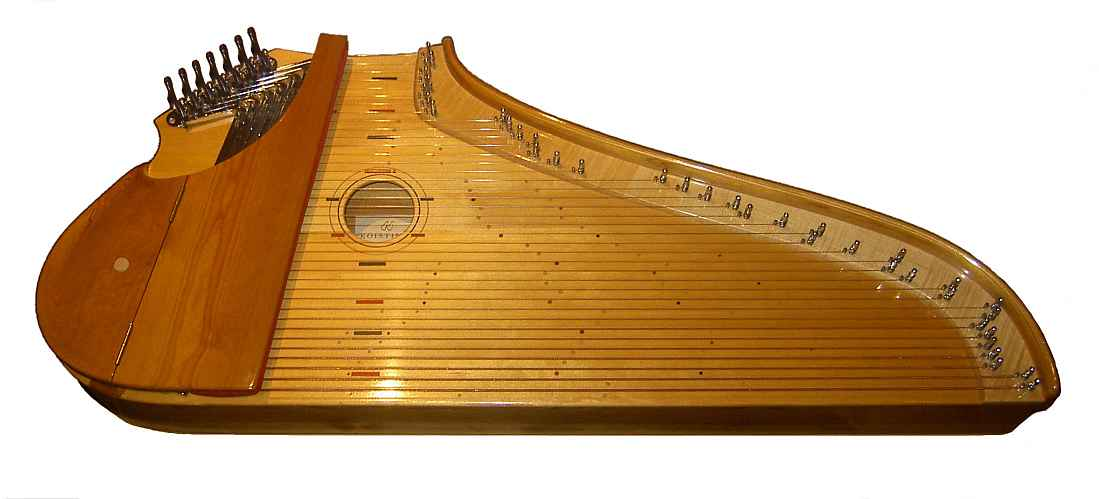
Kantele de concert Koistinen de 38 cordes

El kantele de concert modern pot tenir fins a 40 cordes. Les posicions de l'instrument a l'hora de tocar entre el kantele de concert i el petit s'inverteixen: respecte a l'interpret del petit, la corda més greu és la més allunyada del seu cos mentre que al del petit, és la més propera. Aquest tipus d'instrument té un sistema d'interruptors (similar a les palanques de semitò de les arpes folk modernes) per fer sostinguts i bemolls. Això és una innovació introduïda i desenvolupada per Paul Salminen a la dècada del 1920.

## Interpretació

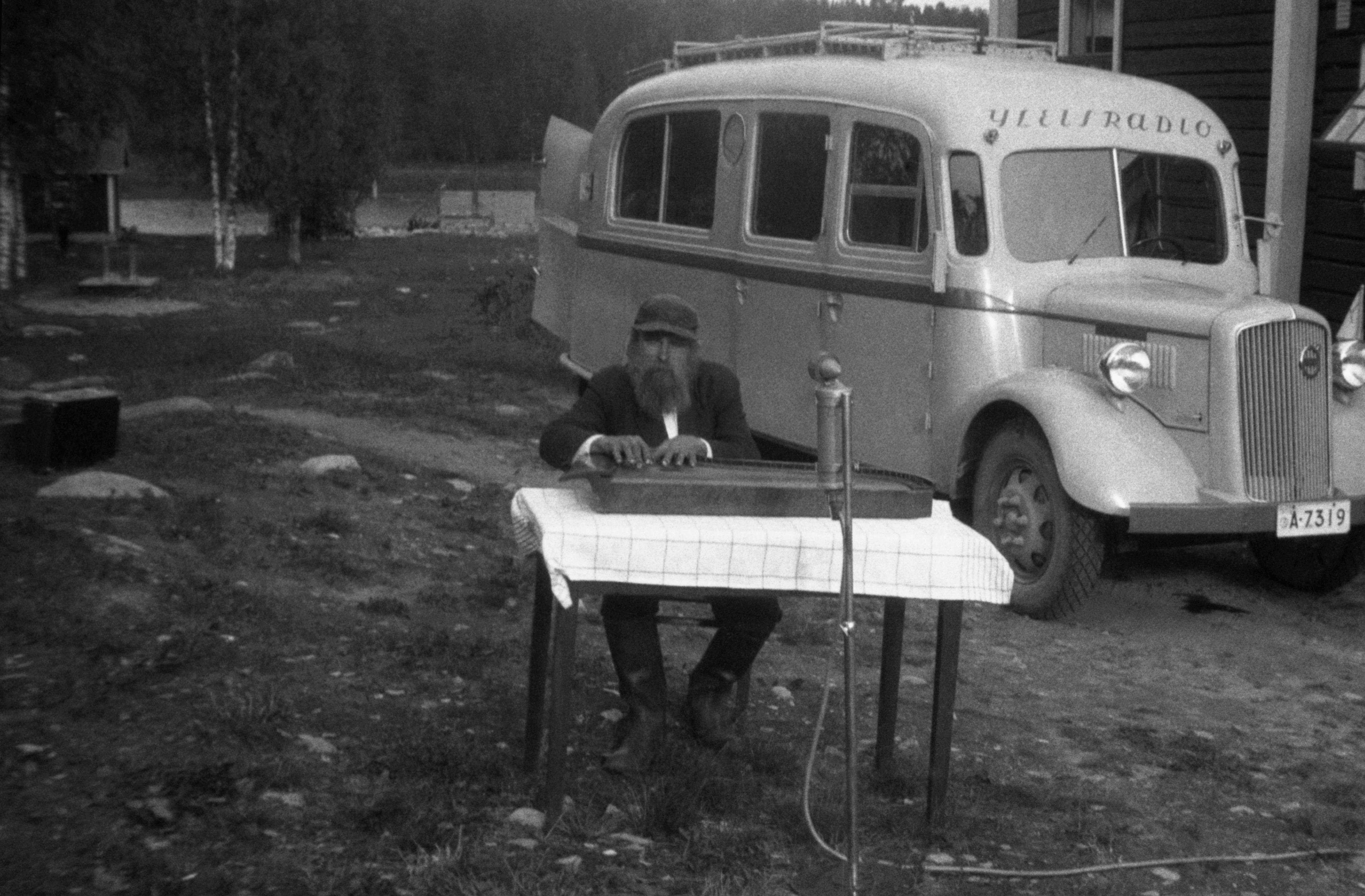
Un home toca el kantele amb els seus dits els anys 1930 (Finlàndia)

El kantele té un so característic molt semblant a una campana. El kantele finès generalment té una afinació diatònica mentre que el kantele petit (amb entre 5 i 15 cordes) freqüentment s'afina amb un mode que descarta el setè grau de l'escala i amb el to més greu afinat una quarta per sota de la tònica com un bordó. Els intèrprets posen el kantele a la seva falda o sobre una taula petita. Hi ha dues tècniques principals per tocar-lo, ja sigui puntejant les cordes amb els seus dits o batent les cordes a l'aire (de vegades amb un misto). Els kanteles petit i de concert tenen repertoris diferents, encara que relacionats.

## Música

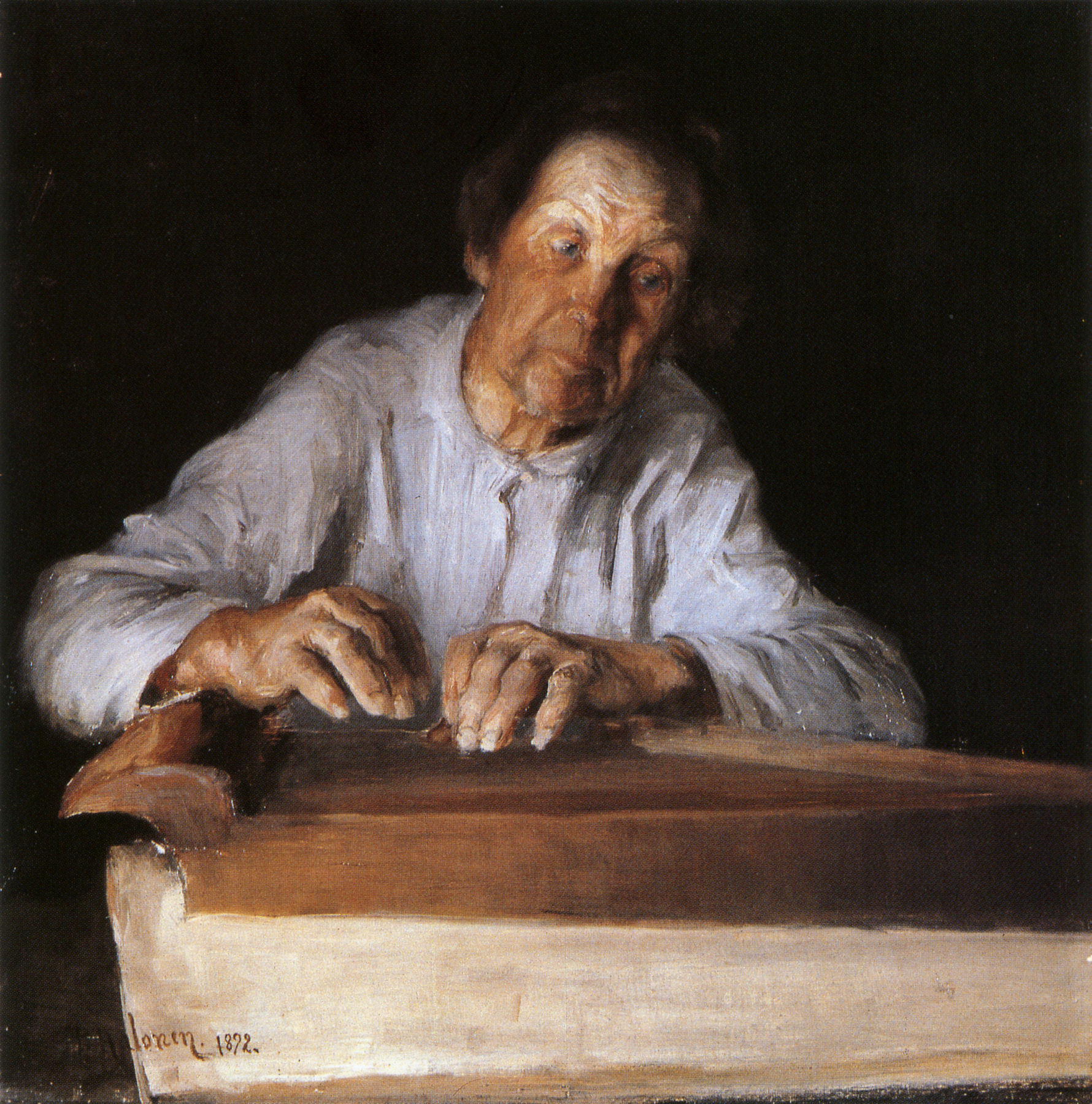
"La tocadora de Kantele" de Pekka Halonen

Hi ha hagut importants desenvolupaments pel kantele a Finlàndia des de mitjan segle xx, començant amb intèrprets moderns com Martti Pokela a les dècades dels 1950 i 1960. L'educació per tocar l'instrument comença a les escoles i instituts musicals fins als conservatoris i l'Acadèmia Sibelius, l'única universitat musical a Finlàndia. Fins i tot s'han fet alguns estudis artístics doctorals a l'Acadèmia amb música tradicional, clàssica-occidental i electrònica. Un lutier finlandès, Koistinen Kantele, ha desenvolupat un kantele elèctric, que utilitza receptors similars a aquells de la guitarra elèctrica. Ha guanyat popularitat entre els grups i músics finesos de heavy metal com Amorphis.

## Història llegendària

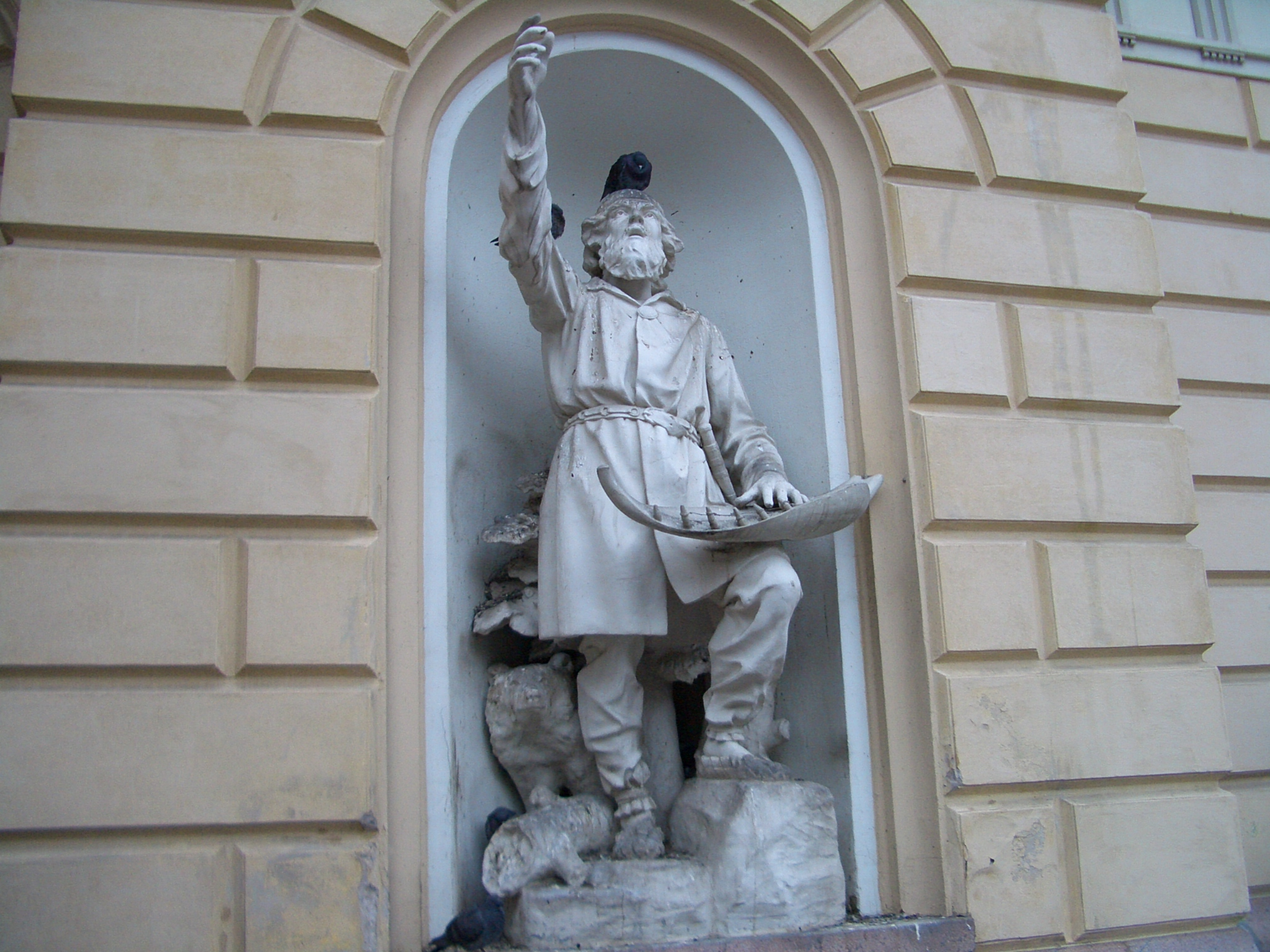
"Väinämöinen" de Robert Stigell (1888) decorant la Vanha Ylioppilastalo (Casa d'Estudiants Vella) a Helsinki. Subjecta el primer kantele fet a partir de l'os de la mandíbula d'un lluç de riu gegant com es diu al Kalevala.

Al relat èpic nacional de Finlandia, Kalevala, el mag Väinämöinen fa el primer kantele a partir de a partir l'os de la mandíbula d'un lluç de riu gegant i uns quants pèls del semental Hiisi. La música que fa atrau totes les criatures del bosc a preguntar-se per la seva bellesa.
Més tard, després de perdre el seu kantele i lamentar-ho molt, Väinämöinen en fa un altre a partir d'un bedoll, el corda amb els cabells d'una donzella i la seva màgia és idènticament profunda. És el do que el savi etern deixa enrere quan surt de Kaleva a l'adveniment del cristianisme.